# Kevin Wolze
Kevin Wolze (* 9. März 1990 in Wolfsburg) ist ein ehemaliger deutscher Fußballspieler und heutiger Funktionär. Der ehemalige Jugendnationalspieler wurde hauptsächlich beim VfL Wolfsburg ausgebildet und stand daraufhin den Großteil seiner Profikarriere beim MSV Duisburg unter Vertrag. Zuletzt war er beim SV Straelen tätig. Dort wurde er nach dem Ende seiner Spielerkarriere 2022 sportlicher Leiter und fungierte mehrfach kommissarisch auch als Trainer.

## Vereinskarriere

### Anfänge in Wolfsburg und England (bis 2011)
Kevin Wolze wuchs in Wolfsburg auf und begann beim dort angesiedelten WSV Wendschott im frühen Kindesalter mit dem Fußballspielen. Diesem Verein blieb er treu, bis ihm 2002 im Alter von zwölf Jahren die Aufnahme in die D-Jugendmannschaft des Bundesligisten VfL Wolfsburg gelang. In der nachfolgenden Zeit durchlief er die weiteren Altersstufen und gewann 2005/06 mit den B-Junioren die Meisterschaft in der Regionalliga. Er galt als sehr talentiert und erhielt Angebote vom FC Bayern München und englischen Klubs wie dem FC Arsenal und den Bolton Wanderers. Letztlich entschied der damals 16-Jährige sich für einen Wechsel zu Bolton, welcher im Sommer 2006 zustande kam.
Die nachfolgende Zeit verbrachte er dementsprechend in England, während er parallel regelmäßig in deutsche Jugendauswahlmannschaften eingeladen wurde. Sein privates Umfeld bildete eine Gastfamilie. Er lief hauptsächlich für das U18-Team auf, wurde gelegentlich aber auch für die zweite Mannschaft berücksichtigt.
Im Sommer 2008 erfolgte seine Rückkehr zum VfL Wolfsburg, bei dem er fortan für die zweite Mannschaft vorgesehen war. Wolze, der sowohl im Mittelfeld als auch auf der linken Abwehrseite aufgeboten wird, zeigte gute Leistungen und entwickelte sich so zum Stammspieler in der viertklassigen Regionalliga Nord. Dies blieb er in den darauffolgenden Saisons, jedoch bestand keine Perspektive auf einen Sprung in die Profimannschaft. Angesichts dessen verließ er Wolfsburg 2011 und wechselte zum Zweitligisten und vorherigen Pokalfinalisten MSV Duisburg.

### MSV Duisburg (2011–2019)
Beim MSV, wo mit Sergej Karimow ein bisheriger Mannschaftskollege zeitgleich verpflichtet wurde, unterschrieb er einen Vertrag bis 2013. In seinem Zweitligadebüt am 17. Juli 2011 erzielte er bei der 2:3-Niederlage gegen den Karlsruher SC beide Treffer. Sein Tor zum zwischenzeitlichen 1:0 nach nur 17 Sekunden war das drittschnellste Tor in der eingleisigen 2. Bundesliga. Anschließend nahm er zunächst einen Stammplatz ein und musste sich mit Duisburg zeitweise im Kampf gegen den Abstieg bewähren. In der Hinrunde der Spielzeit 2012/13 wurde er dagegen nur selten berücksichtigt, schaffte dann aber wieder die Rückkehr in den Kreis der ersten Elf. Dabei übernahm er stets verschiedene Positionen im Mittelfeld. Nach schwachem Saisonstart reichte es 2013 letztlich für eine Platzierung im Tabellenmittelfeld, doch aufgrund einer Lizenzverweigerung kam es zum Zwangsabstieg. Nachdem die Zugehörigkeit zur Dritten Liga nur einige Tage vor Saisonbeginn feststand, verkündete Wolze seinen Verbleib in Duisburg, was ihm große Beliebtheit bei den Anhängern einbrachte.
Trotz der schwierigen Bedingungen reichte es im ersten Drittligajahr für eine Platzierung im oberen Tabellenmittelfeld. Zur Spielzeit 2014/15 wurde der Kader verstärkt und der zuvor dauerhaft ins Mittelfeld gerückte Wolze nahm nun wieder die Position des Linksverteidigers ein. Dort konnte er sich etablieren und kämpfte mit seinen Teamkollegen um den Aufstieg. Dieser wurde am vorletzten Spieltag mit einem 3:1-Heimsieg gegen Holstein Kiel vorzeitig erreicht. Ihm selbst gelang dabei per Flanke die Vorlage zum letzten Treffer der Partie.

### VfL Osnabrück (2019–2021)
Nach dem erneuten Abstieg des MSV aus der 2. Liga verließ der mittlerweile zum Kapitän beförderte Stammspieler den Verein nach acht Jahren und 260 absolvierten Pflichtspielen im Sommer 2019 ablösefrei; beim Zweitligaaufsteiger VfL Osnabrück erhielt er einen Zweijahresvertrag. Nach dem Abstieg in die 3. Liga verließ er den Verein und schloss sich im Sommer 2021 dem Regionalligisten SV Straelen an.

### SV Straelen (2021-)
Bereits im ersten Saisonspiel am 14. August 2021 konnte er als Kapitän beim 3:2-Heimsieg über Rot Weiss Ahlen einen Treffer erzielen, doch schon am nächsten Spieltag zog er sich kurz vor der Halbzeit gegen Rot-Weiss Essen einen Kreuzbandriss zu. Erst im März 2022 kehrte er daraufhin zurück und beendete anschließend im Sommer 2022 seine Spielerkarriere.
Im Anschluss wurde Wolze im Sommer 2022 sportlicher Leiter des Vereins. Nach dem Rücktritt von Trainer Sunday Oliseh übernahm er Mitte August 2022 interimsmäßig das Traineramt beim Regionalligisten für zwei Ligaspiele sowie eine Partie im Landespokal, ehe im September 2022 mit Bekim Kastrati ein Nachfolger verpflichtet wurde. Nach dessen Freistellung im Januar 2023 übernahm Wolze die Mannschaft bis zum Saisonende erneut, konnte den Abstieg in die Oberliga jedoch nicht verhindern.

## Nationalmannschaft
Kevin Wolze durchlief sämtliche Jugendnationalmannschaften des DFB von der U16 bis zur U20. Mit der deutschen U17-Auswahl nahm er an der Weltmeisterschaft 2007 teil, erreichte dort das Halbfinale und im Spiel um Platz 3 die Bronzemedaille. Wolze wurde bei der Weltmeisterschaft in allen sieben Spielen eingesetzt. Zwischenzeitlich war er Kapitän der U18.